# Chosan
Chosan là một kun, hay huyện, in tỉnh Changan, Bắc Triều Tiên. Đơn vị này giáp Cộng hòa Nhân dân Trung Hoa về phía bắc.
Địa hình xuôi từ dãy núi Kangnam ở phía nam đến sông Áp Lục ở phía bắc. Đỉnh cao nhất là Namhaetaesan (남해태산, 1.079 m). Khoảng 20% đất đai canh tác được, 76,1% là rừng.
Khí hậu lục địa, mùa Đông rét, mùa Hè nóng. Năm 1961, nhiệt độ tháng 7 đạt 41 °C, cao nhất Bắc Triều Tiên.
Trong chiến tranh Triều Tiên, ngày 26 tháng 10 năm 1950, quân đội Nam Triều Tiên đã đến sông Áp Lục ở Chosan, trước khi bị quân Trung Quốc phản công.
Năm 1999, một tổ hợp các mộ Koguryo được khai quật ở Chosan.